# Ugo Biondi
Ugo Biondi (Firenze, 1873 – ...) è stato un attore e trasformista italiano.

## Biografia
Nato a Firenze nel 1873, studia legge fino all'età di 19 anni.
Rimane tuttavia affascinato dall'arte del trasformismo, una forma d'arte popolare all'epoca soprattutto sulla scena del varietà di Londra. Nello stesso periodo infatti il celebre Leopoldo Fregoli è un conosciuto attore e trasformista in tournée in varie parti del mondo.
Decide così di iscriversi a scuola di recitazione per seguire una carriera nel mondo del teatro. Inizia ad esibirsi a Roma cantando alcune canzoni e facendo un monologo, in seguito a Milano inizia con i primi numeri di trasformismo. Andò poi in Spagna per 10 mesi dove fu pagato l'ingente somma di 150 sterline al mese.
Fu poi ingaggiato per un tour in Sudamerica per la cifra di 250 sterline al mese ma il manager del tour si rifiutò di pagarlo e ciò trasformò il tour in un disastro per Biondi. Si trasferì quindi a New York dove poco tempo dopo ricevette un'offerta dai maganer americani Koster e Bial e venne ingaggiato al Tivoli di Londra.
A Londra il Biondi destò sensazione e ricevette elogi dalla critica. Conobbe Harry Rickards il proprietario del circuito australiano di Tivoli. Rickard gli offrì un cachet di 150 sterline a settimana più le spese per andare in tour. Debuttò quindi al Melbourne Opera House il 9 luglio 1898 di fronte ad una platea gremita di gente.
Qui si esibì in due sketch Lezioni di musica (Music Lessons) e Scoperte (Discovered). Diresse inoltre per quell'occasione l'orchestra. Nello sketch Lezioni di musica Biondi rappresenta sia il maestro di musica che la sua pupilla, utilizzando una bambola alla quale dava voce come ventriloquo.
L'impressione era che entrambi i personaggi fossero contemporaneamente sul palco. Nello sketch Scoperto Biondi interpretava fino a cinque personaggi intercambiandoli così velocemente che il pubblico quasi non credette che un uomo solo potesse far ciò. Infine diresse l'orchestra rappresentando 13 autori diversi in 10 minuti. Per far questo si celava dietro una tenda e dopo pochi secondi si era già trasformato da un personaggio ad un altro. La performance di Melbourne fu accolta con applausi ed ovazioni fino alla sua conclusione. La rivista The Age descrisse il Biondi come un buon cantante, un bravo ventriloquo ed un insuperabile trasformista.
Biondi parlava poco la lingua inglese ed il suo successo dipendeva dalla capacità di superare questa limitazione con le doti di attore e di comico. Fisicamente era un uomo di bassa statura con capelli ricci ed un viso paffuto. Rimase fino ad agosto a Melbourne per poi fare tappa a Sydney presso il teatro Tivoli. Dopo il Tivoli fece tappa a Brisbane e poi in Nuova Zelanda, dopodiché tornò nel Regno Unito.
Fece poi in seguito spettacoli anche in Irlanda e in Sudafrica.

## Filmografia
- Homme Protèe, regia di Georges Méliès (1899)